# Magallanes megye
Magallanes egy megye Argentína déli részén, Santa Cruz tartományban. Székhelye Puerto San Julián.

## Népesség
A megye népessége a közelmúltban a következőképpen változott:
| Év   | Lakosság |
| ---- | -------- |
| 2001 | 6139     |
| 2010 | 9202     |